# Jaël Bestué
Jaël Bestué, née le 24 septembre 2000, est une athlète espagnole, spécialiste des épreuves de sprint.

## Biographie
Vainqueure en 2018 de son premier titre national dans l'épreuve du 200 m, elle se classe troisième du 100 m des championnats d'Europe juniors 2019 et deuxième du relais 4 × 100 m des championnats d'Europe espoirs 2021. Elle participe cette même année aux Jeux olympiques de Tokyo où elle s'incline en séries du 200 m.
En 2022, avec le relais 4 × 100 m espagnol, elle termine cinquième des championnats du monde à Eugene et établit à cette occasion un nouveau record d'Espagne en 42 s 58. Quelques semaines plus tard, toujours sur 4 × 100 m, elle se classe quatrième des championnats d'Europe de Munich.

## Palmarès

### International
| Date | Compétition                    | Lieu     | Résultat | Épreuve   | Temps   |
| ---- | ------------------------------ | -------- | -------- | --------- | ------- |
| 2017 | Championnats du monde jeunesse | Nairobi  | 2e       | 200 m     | 23 s 61 |
| 2019 | Championnats d'Europe juniors  | Borås    | 3e       | 100 m     | 11 s 59 |
| 2021 | Championnats d'Europe espoirs  | Tallinn  | 2e       | 4 × 100 m | 43 s 74 |
| 2022 | Championnats du monde          | Eugene   | 5e       | 4 × 100 m | 42 s 58 |
| 2022 | Championnats d'Europe          | Munich   | 4e       | 4 × 100 m | 43 s 03 |
| 2023 | Championnats d'Europe en salle | Istanbul | 8e       | 60 m      | 7 s 28  |
| 2023 | Jeux européens                 | Chorzów  | 3e       | 4 × 100 m | 43 s 13 |
| 2024 | Championnats d'Europe          | Rome     | 7e       | 200 m     | 22 s 93 |

### National
- Championnats d'Espagne :
  - 100 m : titrée en 2022
  - 200 m : titrée en 2018, 2019, 2020, 2023, 2024
- Championnats d'Espagne en salle  :
  - 60 m : titrée en 2019, 2023, 2024

## Records
| Épreuve | Performance | Lieu                 | Date            |
| ------- | ----------- | -------------------- | --------------- |
| 100 m   | 11 s 10     | Madrid               | 22 juillet 2023 |
| 200 m   | 22 s 54     | Castelló de la Plana | 14 juin 2023    |